# Camillo Federici
Camillo Federici (eigentlich Giovanni Battista Viassolo; * 9. April 1749 zu Poggiolo di Garessio in der Provinz Mondovì; † 23. Dezember 1802 in Turin) war ein italienischer Lustspieldichter.

## Leben
Giovanni Viassolo studierte an der Universität Turin die Rechte und wurde 1784 Richter zu Moncalieri bei Turin. Aus Liebe zu der Schauspielerin Camilla Ricci ging er aber zum Theater über und nannte sich nun Federici, zusammengezogen aus fedele alla Ricci.
Federici war der Begründer einer neuen dramatischen Schule.

## Werke
- L’avviso ai mariti
- Lo scultore e il cieco
- Enrico IV al passo della Marna
- La bugia vive poco (auch in Deutschland unter dem Titel „Gleiches mit Gleichem“ aufgeführt)
- Opere teatrali Florenz 1794–1797, 10 Bde.; Venedig 1797, 10 Bde., und Turin 1808, 5 Bde.

Dieser Artikel basiert auf einem gemeinfreien Text aus Meyers Konversations-Lexikon, 4. Auflage von 1888 bis 1890.
| Personendaten    | Personendaten                               |
| ---------------- | ------------------------------------------- |
| NAME             | Federici, Camillo                           |
| ALTERNATIVNAMEN  | Viassolo, Giovanni Battista                 |
| KURZBESCHREIBUNG | italienischer Lustspieldichter              |
| GEBURTSDATUM     | 9. April 1749                               |
| GEBURTSORT       | Poggiolo di Garessio in der Provinz Mondovì |
| STERBEDATUM      | 23. Dezember 1802                           |
| STERBEORT        | Turin                                       |